# Vereb
Vereb ist eine ungarische Gemeinde im Kreis Gárdony im Komitat Fejér.

## Geografische Lage
Vereb liegt 21 Kilometer nordöstlich des Komitatssitzes Székesfehérvár, 13 Kilometer nördlich der Kreisstadt Gárdony und 9,5 Kilometer nördlich des Velencer Sees an dem Fluss Bágyom-ér. Nachbargemeinden sind Vértesacsa, Vál, Pázmánd und Lovásberény.

## Geschichte
Schon zur Zeit der Römer gab es eine Siedlung, wie Grabsteine, Tongefäße und römische Münzen belegen, die auf der westlich des Ortes ansteigenden Seite des Hügels gefunden wurden. Bei Arbeiten an der Straße von Vereb nach Lovasberény wurde 1853 ein Grab aus der Zeit der ungarischen Landnahme freigelegt, in dem ein Reiter mit seinem Pferd beerdigt worden war. In dem Grab wurden ein Silberring und Bronzeschmuck, sechs Pfeilspitzen und zwölf Silbermünzen gefunden, die alle zwischen 875 und 924 geprägt worden waren. Weiterhin befanden sich im Grab Zaumzeug, Steigbügel, Silbernägel und Spangen gefunden, die zur Ausrüstung des Pferdes gehörten. Im 13. Jahrhundert wurde der Ort erstmals mit dem Namen Vereb erwähnt. Er war auch zur Zeit der türkischen Besetzung bewohnt, wie aus den Aufzeichnungen der Türken hervorgeht, in denen Vereb 1567 unter den steuerzahlenden Orten erwähnt wird. Nach der Vertreibung der Türken ging Vereb in den Besitz des Jesuitenordens von Komárom über. In dieser Zeit wurde die katholische Kirche errichtet, die heute noch steht und renoviert wurde.
Im Jahr 1913 gab es in der damaligen Kleingemeinde 166 Häuser und 818 Einwohner auf einer Fläche von 3880 Katastraljochen. Sie gehörte zu dieser Zeit zum Bezirk Vál im Komitat Fejér.

## Söhne und Töchter der Gemeinde
- János Végh (1845–1918), Jurist und Komponist

## Sehenswürdigkeiten
- Gedenktor (Emlékkapu) in Erinnerung an die Landnahme der Ungarn
- Heimatgeschichtliche Sammlung (Helytörténeti Gyűjtemény)
- János-Végh-Reliefdenkmal, erschaffen von Balázs Kocsis
- Reformierte Kirche
- Römisch-katholische Kirche Nepomuki Szent János, erbaut 1764–1768 im barocken Stíl
- Váradi-Bibel aus dem 17. Jahrhundert
- Weltkriegsdenkmal

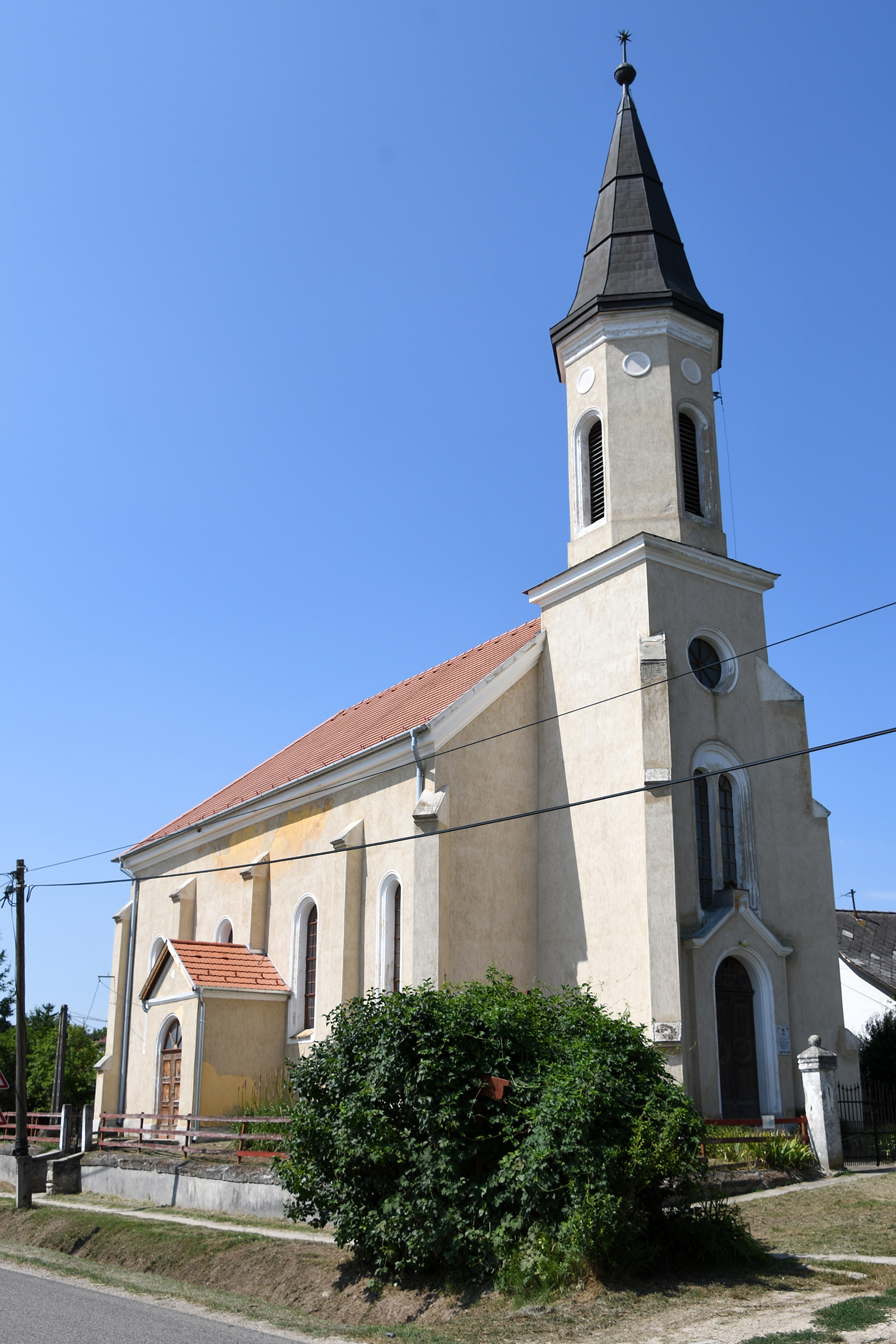
Reformierte Kirche
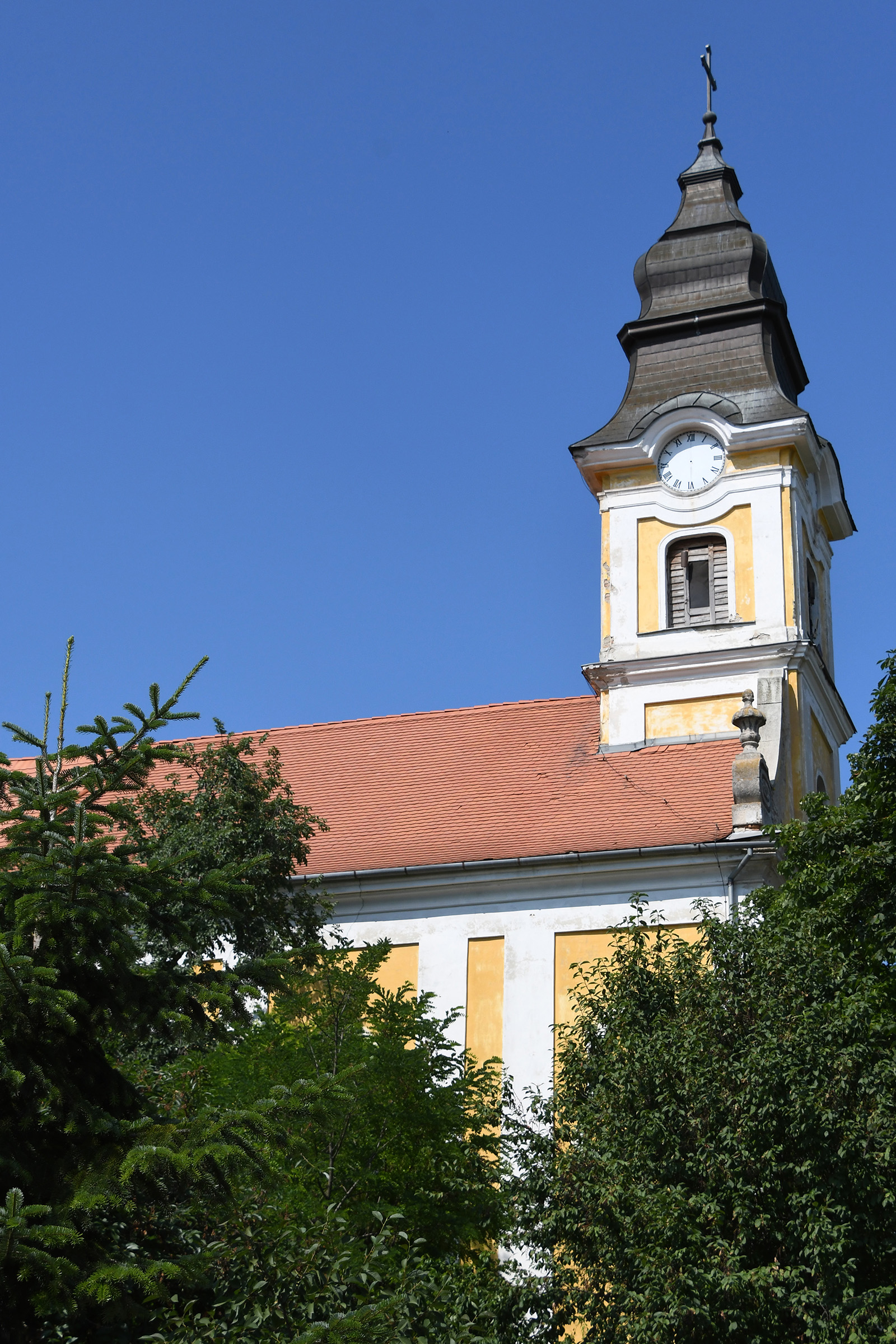
Römisch-katholische Kirche Nepomuki Szent János
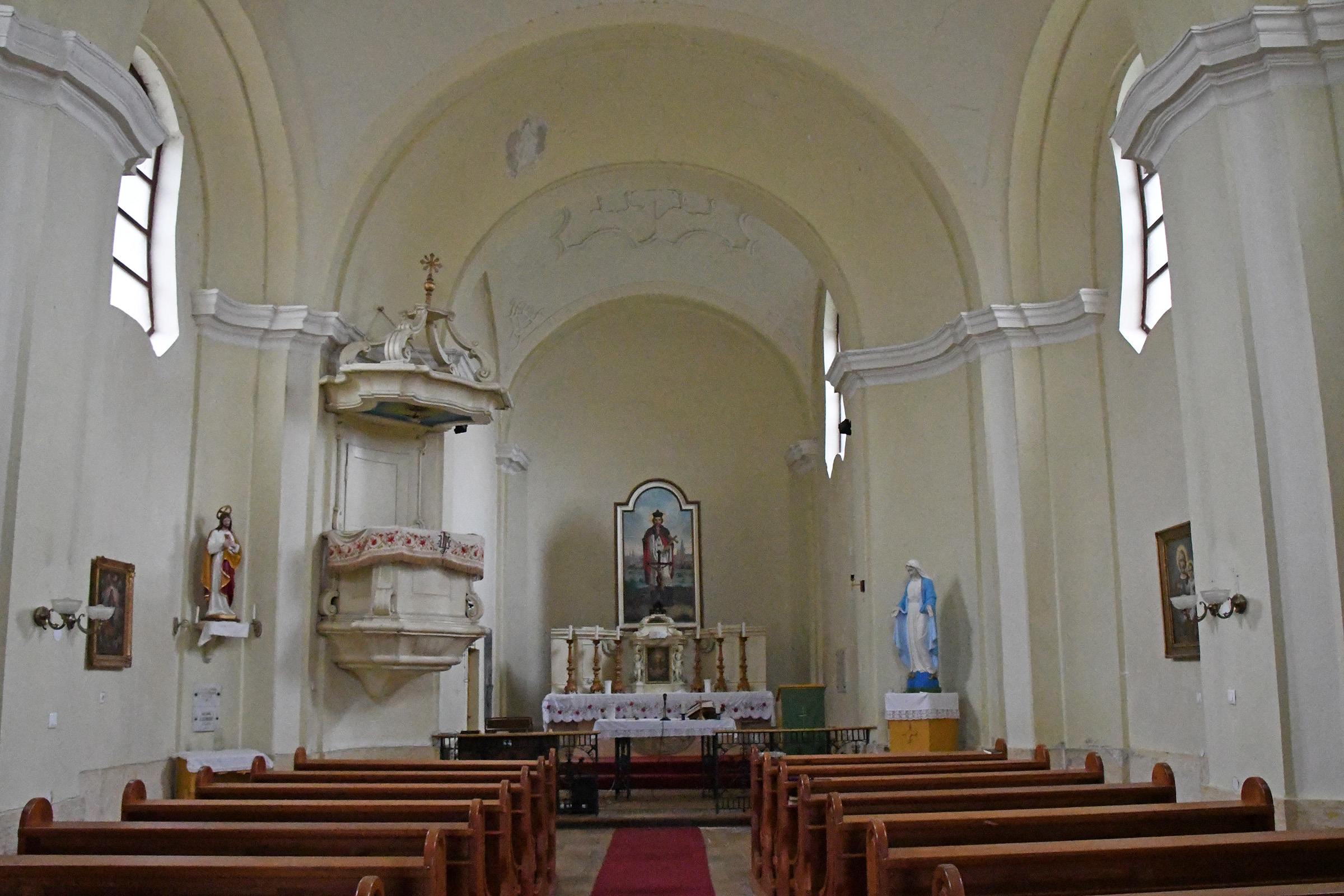
Innenraum der katholischen Kirche
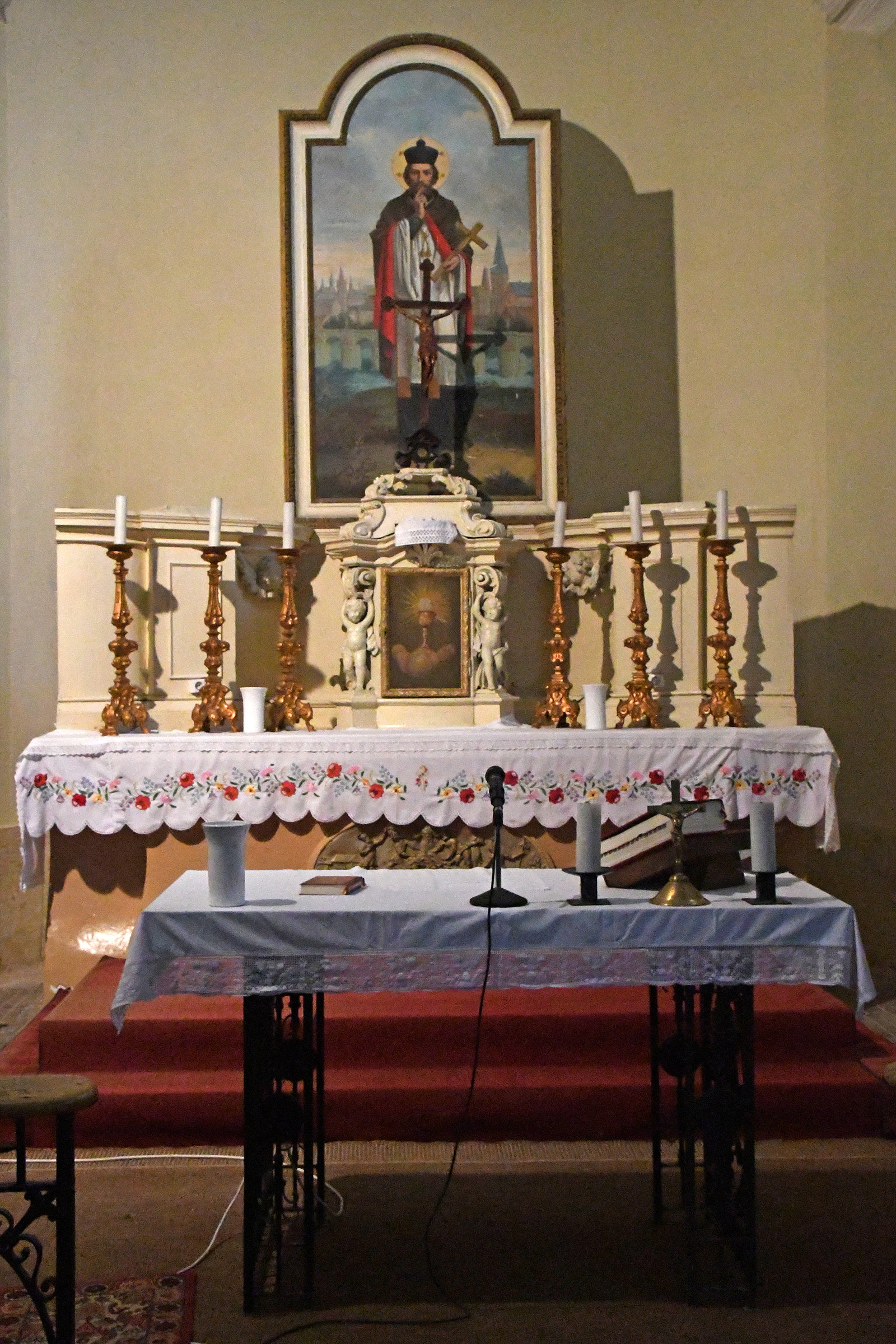
Altar in der katholischen Kirche
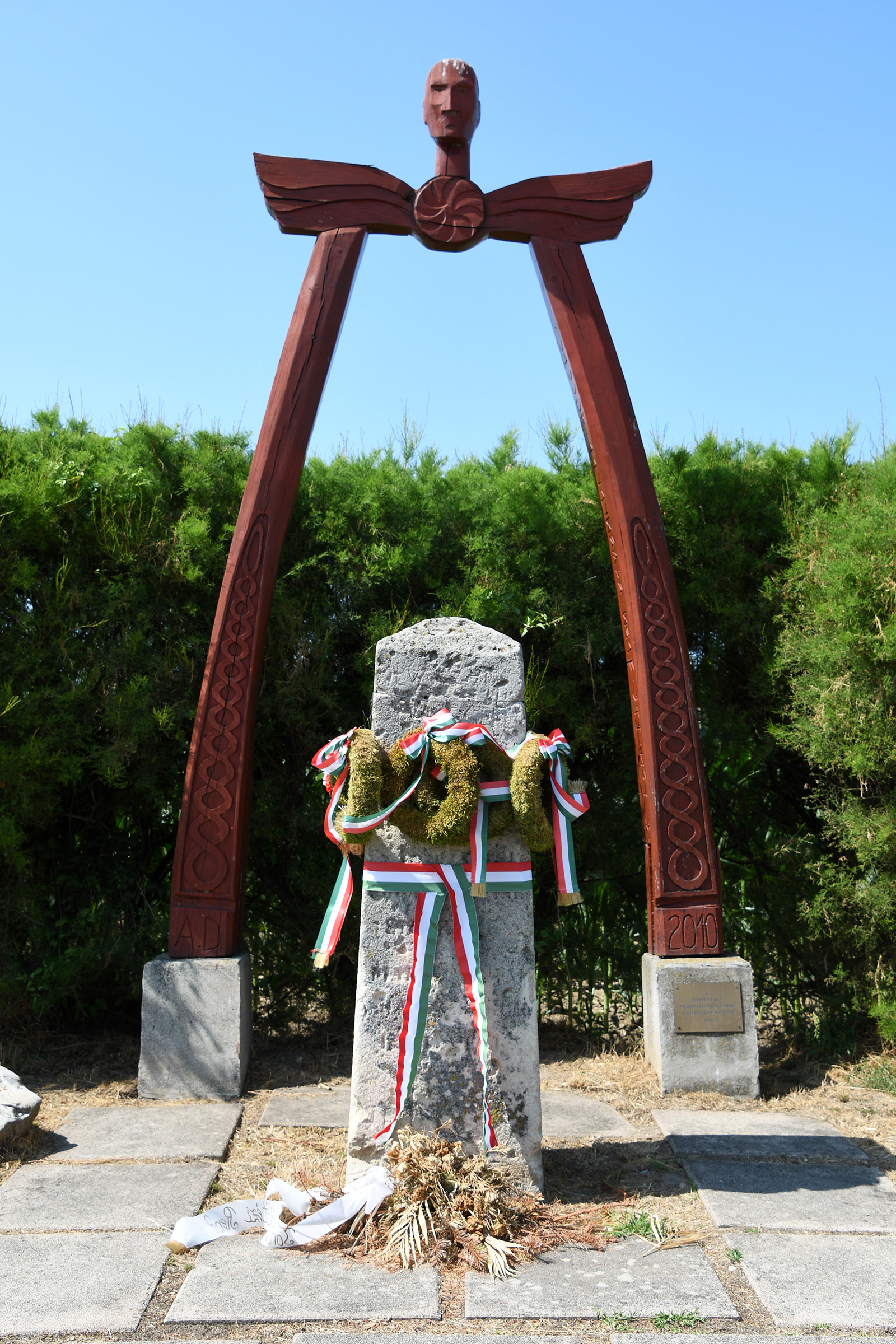
Gedenktor (Emlékkapu)

## Verkehr
Durch Vereb verläuft die Landstraße Nr. 8117. Es bestehen Busverbindungen über Lovasberény nach Székesfehérvár sowie über Pázmánd nach Velence und Kápolnásnyék, wo sich der nächstgelegene Bahnhof befindet.